# Idaea nephelota
Idaea nephelota är en fjärilsart som beskrevs av Turner 1908. Idaea nephelota ingår i släktet Idaea och familjen mätare. Inga underarter finns listade i Catalogue of Life.

## Bildgalleri

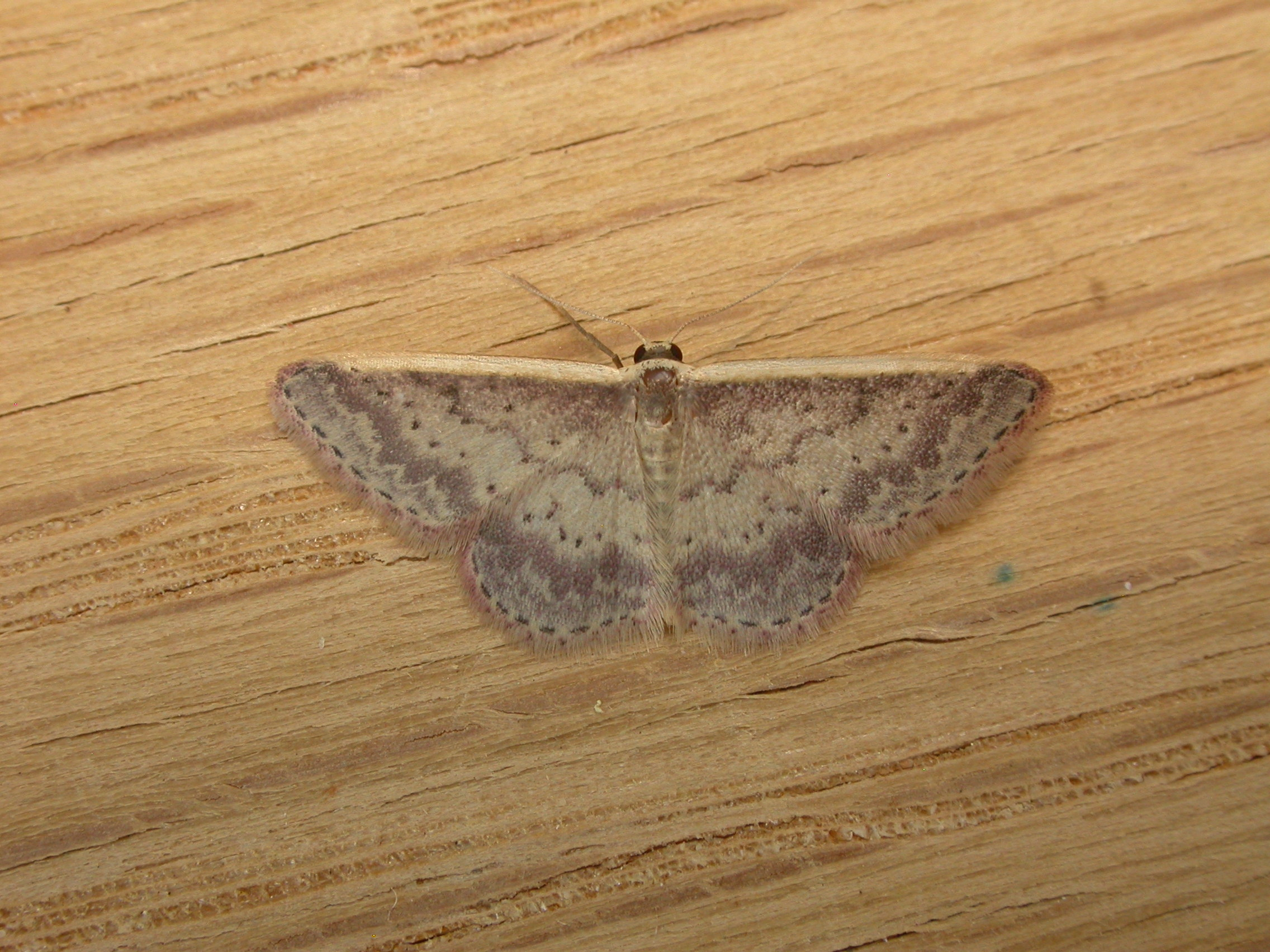